# Gaius Prastina Pacatus
Gaius Prastina Pacatus war ein im 2. Jahrhundert n. Chr. lebender römischer Politiker.
Durch ein 2012/2013 publiziertes Militärdiplom, das auf den 5. September 160 datiert ist, ist belegt, dass Pacatus 160 zusammen mit Marcus Censorius Paullus Suffektkonsul war; die beiden Konsuln traten ihr Amt vermutlich am 1. Juli des Jahres an.
Ein Mann namens Pacatus war in der Regierungszeit des Antoninus Pius (138–161) Statthalter der Provinz Gallia Lugdunensis. Die Theorie, dass es sich dabei um Gaius Prastina Pacatus handelt, der dann nach seiner Zeit in Gallien zum Suffektkonsul aufgestiegen wäre, würde chronologisch passen, lässt sich aber nicht beweisen.
Gaius Prastina Messalinus, der wenige Jahre vor Gaius Prastina Pacatus ebenfalls eine erfolgreiche Senatskarriere absolvierte und 147 ordentlicher Konsul war, scheint angesichts des seltenen Gentilnamens Prastina ein naher Verwandter, vielleicht Cousin oder Bruder gewesen zu sein. Ein weiterer Senator namens Prastina Messallinus, der als Legat der Provinz Pannonia superior (Oberpannonien) unter Commodus (regierte 180–192) bezeugt ist, könnte Sohn eines dieser beiden Männer sein. Der zeitliche Abstand und die Tatsache, dass dieser oberpannonische Statthalter genau wie Gaius Prastina Pacatus lediglich den Suffektkonsulat erreichte, während es Gaius Prastina Messalinus zum ordentlichen Konsulat schaffte, könnten Argumente dafür sein, dass er Sohn des Pacatus war.